# 伊魁特機場

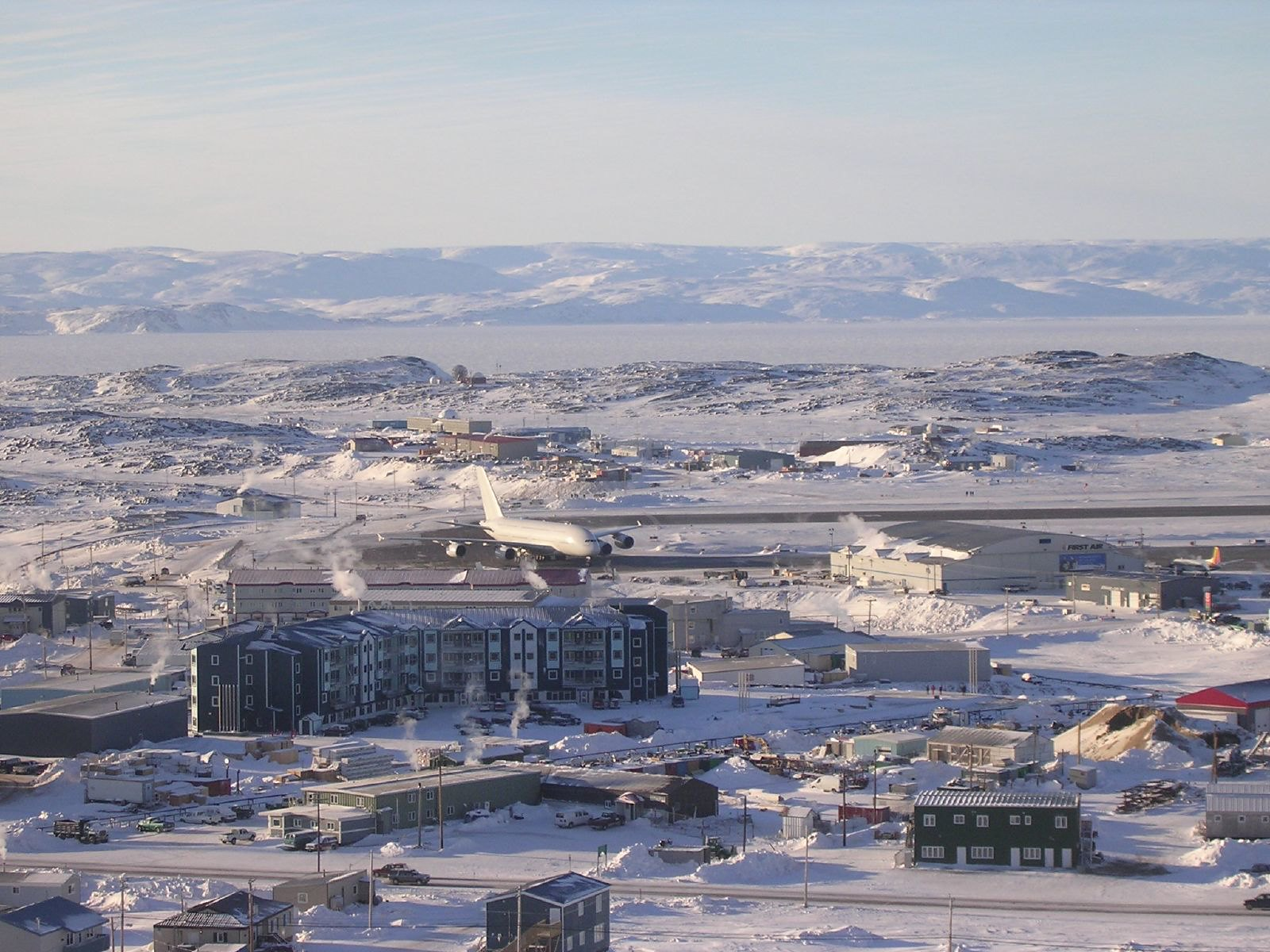
空中客车A380在机场進行低溫測試

伊魁特機場（英語：Iqaluit Airport）是加拿大努納武特首府伊魁特的机场，近邻城镇。努納武特政府运行机场。它有着第一航空、加拿大北方航空等航空公司提供的来自渥太华、蒙特利尔、兰京海口、库朱瓦克以及整个努納武特地区东部众多小城镇的定期客运航班。它也被用作美國空軍F/A-18黃蜂式戰鬥攻擊機的一个前方行动基地。在2011年，航站楼接待了超过120, 000人次的旅客。
该机场Nav Canada分类为口岸机场，有加拿大边境服务局（CBSA）人员工作。CBSA在此机场的官员只能为不超过15名乘客的通用航空飞机提供服务。
该机场为北极航线使用的重要备降机场。
该机场由努納武特政府所有，并在与努纳武特机场服务的30年合约下由它运行。这个公司是温尼伯机场服务公司的子公司，而它又是温尼伯机场当局下辖的公司。
航班的目的地有加拿大本土的圣约翰斯、哈利法克斯；墨西哥的坎昆以及德国的法兰克福。